# Pterotettix alluaudi
Pterotettix alluaudi är en insektsart som beskrevs av Günther, K. 1939. Pterotettix alluaudi ingår i släktet Pterotettix och familjen torngräshoppor. Inga underarter finns listade i Catalogue of Life.